# جان مسيحة
جان مسيحة (بالفرنسية: Jean Messiha)‏ (من مواليد 10 سبتمبر 1970 باسم حسام مسيحة) هو خبير اقتصادي فرنسي مولود في مصر، وقد كان موظفًا حكوميًا كبيرًا سابقًا في وزارة الدفاع. ومستشار سياسي ومرشح. أصبح نائب وكيل وزارة الإدارة في وزارة الدفاع في عام 2014. إنه في عضو الحزب القومي اليميني التجمع الوطني منذ عام 2016، وهو الناطق باسم "Horaces"، وهي مجموعة من كبار موظفي الخدمة المدنية والمديرين التنفيذيين الذين يجتمعون مرة واحدة في الشهر لمناقشة منصة الحزب. كان مرشحًا في الانتخابات التشريعية الفرنسية لعام 2017 في دائرة أن الرابعة. في عام 2020، ترك الحزب لتولي رئاسة مؤسسة أبولو الفكرية المؤسسة حديثًا.

## النشأة
ولد حسام بطرس مسيحة عام 1970 في القاهرة بمصر لعائلة من المسيحيين الأقباط. كان والده دبلوماسيًا. عاش مسيحة في بوغوتا في كولومبيا من سن 3 إلى 7 سنوات. في سن الثامنة، وصل مع عائلته في فرنسا، حيث ورد أنه «لم يتحدث كلمة فرنسية». ثم نشأ في ميلوز. في عام 1990، عند تجنيسه كمواطن فرنسي، قام بتغيير اسمه الأول إلى جان.
تخرج مسيحة من قسم العلوم، حيث كان هنري غينو أحد أساتذته. لقد حصل على درجة الدكتوراه في الاقتصاد. كانت أطروحته حول سياسات الميزانية لمعاهدة ماستريخت ومعاهدة أمستردام. تخرج من كلية الإدارة الوطنية عام 2005.

## المهنة
بدأ مسيحة مسيرته المهنية كموظف مدني رفيع المستوى في عام 2005. تم تعيينه نائبًا لوكيل وزارة الإدارة في وزارة الدفاع في عام 2014.
أصبح مسيحة مستشارًا للزعيم التجمع الوطني مارين لوبان في عام 2014. في مايو 2016، أصبح المتحدث الرسمي باسم "Horaces"، وهي مجموعة من كبار موظفي الخدمة المدنية والمديرين التنفيذيين في الأعمال التجارية، الداعمين لمارين لوبان، والذين يجتمعون مرة كل شهر ومناقشة البرنامج السياسي للتجمع الوطني. بينما تعلن المجموعة عن أكثر من 155 عضوًا، فإن مسيحة هو الوحيد الذي عرف الجمهور اسمه حتى الآن. وفقًا لدومينيك ألبرتيني من ليبراسيون، يتمثل دور مسيحة في التجمع الوطني في تمثيل «قوة دافعة [للحزب] تجاه كبار موظفي الخدمة المدنية».
أكد مسيحة إيمانه بنظرية رينو كامو «الاستبدال العظيم»، حيث يتم «استبدال» السكان المسيحيين البيض من خلال الهجرة غير الأوروبية، وتحديدا من الدول الإسلامية والإفريقية. وقد أعرب على وسائل التواصل الاجتماعي عن اعتقاده بأن الإسلام يتعارض مع النظام الجمهوري الفرنسي. وهو أيضًا ناقد للاتحاد الأوروبي.
كان مسيحة مرشحًا في الانتخابات التشريعية الفرنسية لعام 2017 لتمثيل الدائرة الانتخابية 4 لإقليم أن في الجمعية الوطنية الفرنسية، لكنه هزم في الجولة الثانية من قبل مرشح الجمهورية إلى الأمام! مارك دولات ب43.73% من الأصوات الصحيحة مقابل 56.27% لدولات.
في نوفمبر 2020، أفادت عدة وكالات إخبارية أن ميسيحة سيغادر التجمع الوطني. وقد أكد مسيحة ذلك فيما بعد حيث أعلن مغادرته في مقابلة نشرت في Valeurs Actuelles.

## الحياة الشخصية
أصبح مسيحة مواطنًا فرنسيًا متجنسًا في سن العشرين، مغيرًا اسمه الأول إلى «جان» في هذه العملية. وقد وصف نفسه بأنه «متجنس من أصل فرنسي» (بالفرنسية: Français de souche par naturalisation)‏ و«عربي من الخارج وفرنسي من الداخل». في فبراير 2017، فوجئ عندما علم أنه، مع تجنسه، كان لا يزال يعتبر مهاجرًا من قبل مكتب الإحصاء الوطني بفرنسا، المعهد الوطني للإحصاء والدراسات الاقتصادية.